# Foire du comté de Neshoba

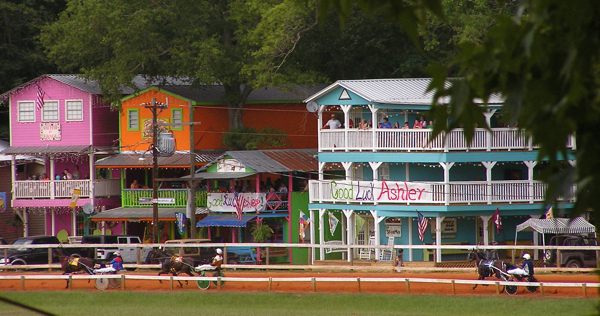
Course de chevaux lors de la foire du comté de Neshoba de 2010.

La foire du comté de Neshoba (anglais : Neshoba County Fair), également connu sous le nom de Mississippi's Giant House Party, est une fête estivale américaine organisée chaque année, depuis 1889, à proximité de la ville de Philadelphia, dans le comté de Neshoba, dans le Mississippi. D'une durée d'une semaine, elle se déroule généralement à la fin mois de juillet.
La foire du comté de Neshoba est tant un salon agricole, un festival gastronomique qu'un événement musical, festif et politique ; sont organisés durant celle-ci, la liste n'étant pas exhaustive, une exposition agricole, un vide-greniers, des concerts de musique country, des courses de chevaux, des jeux, un concours de beauté ainsi que des réunions politiques.
Ronald Reagan y a notamment fait, en 1980, un discours devenu célèbre (en) du fait de la polémique qu'il a entrainé. En effet, le candidat à la Présidence des États-Unis y prône un américanisme teinté de racisme anglo-saxon rejetant le mouvement des droits civiques dans le comté même où trois militants de ce mouvement avaient été tués en 1964 par le Ku Klux Klan.